# Raja Faradj Al-Shalawi
Raja Faradj Al-Shalawi (arab. ‏رجا فرج الشلوي‎, ur. 19 lutego 1946) – saudyjski lekkoatleta, długodystansowiec.
Brał udział w biegu na 10 000 metrów na Letnich Igrzyskach Olimpijskich 1976.